# بازگشت بوربون‌ها به سلطنت فرانسه
به بازه زمانی قدرت گرفتن مجدد دودمان بوربون‌ها در فرانسه گفته می‌شود. این بازه زمانی در فرانسه از آوریل ۱۸۱۴ تا انقلاب ژوئیه ۱۸۳۰ به طول انجامید. ناپلئون بناپارت در نبردهای سال ۱۸۱۴ از ائتلاف ششم شکست خورد. کشورهای عضو ائتلاف ششم با تحمیل پیمان فونتن‌بلو و پیمان پاریس، ناپلئون را از قدرت برکنار کردند و دودمان بوربون‌ها را بر تخت پادشاهی فرانسه بازنشاندند. این دوره به بازگشت دودمان بوربون‌ها به سلطنت، مشهور شده‌است. این رویداد به معنای بازگشتن شیوه کهن فرمانروایی در فرانسه و نیز بازگشت کلیسای کاتولیک روم به نیروی سیاسی فرانسه بود.

## پادشاهیلوئی هجدهم
لوئی هجدهم به ۱۸۱۴ و به یاری تالیران نخست‌وزیر پیشین ناپلئون بر تخت نشست. تالیران همپیمانان پیروز را برآن داشت که تاج و تخت را به کسی از خاندان بوربون بسپارند. او دو مجلس اعیان و مجلس نمایندگان را برپا داشت. اعیان به گونه انتصابی یا ارثی برگزیده می‌شدند و نمایندگان را نیز با رأی برمی‌گزیدند. تنها گروهی از مردان، حق رأی داشتند.
پس از برخوردهای خشمگین مردم با این قانون تازه لوئی به تندی به دستاوردهای انقلاب فرانسه و حق رأی مردم بازگشت. پس از شنیدن بازگشت ناپلئون، لوئی از پاریس گریخت و پس از فرمانروایی صد روزه ناپلئون و شکست در واترلو به این شهر بازگشت. در این هنگام هواداران لوئی به ویژه در جنوب فرانسه دست به ترورهای سنگدلانه‌ای ضد هواداران ناپلئون زدند. هر چند نخست‌وزیر با این رویداد به شدت مخالفت کرد ولی در بازداشت آن ناکام بود.
پارلمان در سال ۱۸۱۵ به راه افتاد. هواداران متعصب پادشاهی به پارلمان راه یافتند. نخست‌وزیر از کار با این تندروها ناتوان بود. در ۱۸۲۰ پادشاه در اندیشه اصلاحات افتاد. در این هنگام و با اصلاح قانون انتخابات گروهی از محافظه‌کاران نرمش‌پذیر به پارلمان راه یافتند. با این همه ترور شارل فردیناند دوک دو بری پسر برادر تندروی شاه (شارل دهم آینده) در فوریه ۱۸۲۰ سبب برکناری دوک الی دکاز نخست‌وزیر وقت و بی‌رقیب شدن تندروها گردید. پس از او کنت دو ویلل تندرو قدرت را در دست داشت. با این حال او سیاست‌های ارتجاعی را در پایینترین سطح ممکن نگاه داشت.
لوئی هجدهم در ۱۶ سپتامبر ۱۸۲۴ مرد. او را در سن دنی به خاک سپردند. پس از او برادرش شارل دهم بر تخت نشست.

## پادشاهیشارل دهم
او برادر لوئی هجدهم بود. پیش از پادشاهی لقب کنت دارتووا را داشت. وی همچنین رهبری هواداران تندروی پادشاهی را داشت. ترور پسرش زخم روحی شدیدی بر او وارد ساخت که هرگز نتوانست فراموش کند. کنت دو ویلل نخست‌وزیری او را نیز بر گرده گرفت.
کابینه ویلل در سال ۱۸۲۷ زیر فشار آزادیخواهان ناچار به کناره‌گیری شد. جانشینش ویکونت دو مارتنیاک کوشید تا راه میانه‌روی را پیش بگیرد ولی در ۱۸۲۹ شارل شاهزاده ژول آرمان دو پولینیاک تندرو را به جای او به نخست‌وزیری منصوب کرد. پولینیک الجزایر را مستعمره فرانسه نمود. سیاست‌های او در بازداشت آزادی مطبوعات و نیز محدودیت‌های حق رأی مردمان به انقلاب ژوئیه انجامید؛ ولی به هر روی دلیل اصلی ناکامی او را نداشتن همراهی سرمایه‌داران و کارگران با او دانسته‌اند.
شارل پادشاهی را به پسرش کنت دو شامبور واگذار کرد و خود به انگلستان رفت. سرمایه‌دارانی که بر مجلس نمایندگان چیرگی یافته بودند از پذیرش کنت دو شامبور به عنوان هنری پنجم پادشاه فرانسه سر باز زدند. از آنجا که تاج و تخت فرانسه بی پادشاه مانده پس از یک رای‌گیری لوئی فیلیپ دوکِ اورلئان را به شاهی برگزیدند.

## واژگونی
رکود اقتصادی به همراه فشار اپوزیسیون آزادیخواه شارل را به اندیشه کناره‌گیری از پادشاهی انداخت. رکود صنعت و کشاورزی آنچنان وضع آشفته‌ای پدیدآورده بود که شارل را به یاد انقلاب فرانسه می‌انداخت. فشارهای خارجی نیز بر دشواری کار افزوده بود. صنعتگران پاریسی در بی‌چیزی به سر می‌بردند و از سیاست‌های اقتصادی شارل دهم در رنج بودند. این وضع اسفناک با افزایش نیروی آزادیخواهان در مجلس نمایندگان نیز همراه بود. آنان که در ۱۸۲۴ تنها دارای ۱۷ کرسی بودند در سال ۱۸۲۷، ۱۸۰ کرسی و در سال ۱۸۳۰، ۲۴۷ کرسی را به چنگ آوردند. اینان که اکنون به نیروی بیشینه مجلس تبدیل شده بودند با سیاست‌های مارتینیاک و پولینیاک به ستیز برخواستند. آنان خواهان آزادی‌های بیشتر سیاسی و اقتصادی بودند. آن‌ها همچنین خواستار حق تعیین نخست‌وزیر و کابینه بودند. این کامیابی هم‌زمان با برآمدن مطبوعات آزادیخواه در فرانسه بود. آن‌ها که کانون شان بیشتر در پاریس بود در برابر روزنامه‌ها و مطبوعات هواخواه رژیم ایستادند. آن‌ها همچنین به تندی باورهای آزادیخواهانه سیاسی و اقتصادی را میان توده مردم پخش نمودند.
اینچنین بود که در ۱۸۳۰ میلادی، حکومت شارل دهم از همه سو با دشواری‌های فراوان رو در رو شد. اکثریت آزادیخواه خیال کوتاه آمدن در برابر پولینیاک را نداشت. مطبوعات آزاد که برعکس مطبوعات دست راست حاکم پیش‌فروش می‌شد نشان از کشش توده مردم به چپ داشت. کار به تندی به پایان خویش نزدیک می‌شد. شارل دهم به تکاپو افتاد و یک دستور چهاربخشی را داد:
1. انحلال مجلس نمایندگان
2. ایجاد قانون‌های محدودکننده برای مطبوعات
3. حق رأی تنها به ثروتمندان داده شود.
4. انتخاباتی تازه برپایه قانون انتخابات برگزار گردد.

در ۱۰ ژوئیه ۱۸۳۰، پیش از اعلام این فرمان، گروهی از ثروتمندان به سرپرستی آدولف تیر در پاریس دربارهٔ روش برخورد با شارل دهم به کنکاش نشستند. شارل دهم در ۲۵ ژوئیه ۱۸۳۰ میلادی، فرمان خویش را اعلان کرد. هم‌زمان با اعلان فرمان پادشاه، مطبوعات آزاد به نکوهش از او پرداختند. مردمان پاریس با شور میهنی فراوان به بسیج نیرو و سنگربندی در درون شهر پرداخته و ضمن دفاع از مطبوعات آزادی‌خواه، به مطبوعات هوادار پادشاه تاختند و بنیاد پادشاهی را فلج ساختند. مجلسیان نیز رفتار شارل دهم را به باد سرزنش و توبیخ گرفتند.
سرانجام شارل دهم در ۳۰ ژوئیه ۱۸۳۰ میلادی کناره‌گیری کرد. بیست دقیقه پس از آن پسرش دوک لانگولم نیز راه پدر را پی گرفت و کناره‌گیری نمود. تخت و تاج باید به هنری پنجم می‌رسید ولی مجلس نمایندگان لوئی فیلیپ را به پادشاهی برگزید و این چنین سلطنت ژوئیه آغاز شد.